# طاجيك شينجيانغ
الطاجيكيون الصينيون أو الطاجيك الجبليون في الصين (ساريكولي: [توديك] ، توجيك ؛ الصينية)، هي مجموعة عرقية تعيش في منطقة شينجيانغ الويغورية ذاتية الحكم في جمهورية الصين الشعبية. وهي واحدة من بين 56 مجموعة عرقية معترف بها رسمياً من قبل حكومة الصين.

## التسمية
على الرغم من أن مصطلح الطاجيك متداول في الصين، إلا أن الطاجيك في شينجيانغ لايقصد بهم الشعب الطاجيكي (الذي يتحدث اللغة الطاجيكية). ويمثل الطاجيك في شينجيانغ الصينية امتدادًا لشعب باميري، وهي مجموعة إثنية إيرانية مختلفة تتحدث لغات باميري الشرقية الإيرانية الأصلية.

## التاريخ
أصبحت مدينة تاشكورغان عاصمة مملكة ساريكول (ik 勒库尔)، وهي مملكة لجبال بامير.

### سلالة تشينغ
خلال فترة حكم أسرة تشينغ، كان الطاجيك يخضغ لنظام بيغ مثل بقية شينجيانغ. في هذه الفترة طالب الصينيون بالسلطة على مقاطعة تاغدومباش بامير في الجنوب الغربي من مقاطعة طاشكورجان الطاجيكية المتمتعة بالحكم الذاتي، لكن سمحوا لمير هونزا بإدارة المنطقة في مقابل تكريم.
عرف الطاجيك في شينجيانغ تجارة الرقيق، فكانوا يبيعون الأفراد كشكل من أشكال العقاب.
تنتمي غالبية العبيد الأجانب في شينجيانغ إلى الطاجيك الشيعة الذين يقطنون في الجبال، وقد أطلق عليهم الأتراك المسلمون من السنة اسم غالشا. ويشكل الطاجيك الغالشيون في جبل الشيعة غالبية العبيد الذين كان يتم الاتجار بهم وبيعهم في شينجيانغ.
اندلعت ضجة مناهضة لروسيا عندما قام مسؤولو الجمارك الروس و 3 من القوزاق وساعي روس بدعوة عاهرات مسلمات تركيات مسلمات (أيغوري) لحضور حفل في شهر يناير عام 1902 في كاشغار، مما تسبب في شجار هائل من قبل السكان المسلمين المحليين المسلمين الملتهبة ضد الروس. بدعوى حماية النساء المسلمات بسبب وجود مشاعر معادية لروسيا، على الرغم من أن الأخلاق لم تكن صارمة في كاشغار، فقد اشتبك المسلمون الأتراك المحليون بعنف مع الروس قبل تفريقهم، سعى الصينيون إلى إنهاء التوترات لمنع الروس من بناء ذريعة للغزو.
بعد أعمال الشغب، أرسل الروس قوات إلى ساريكول في تاشكورجان وطالبوا بوضع خدمات ساريكول البريدية تحت إشراف روسي، ويعتقد السكان المحليون في ساريكول أن الروس سوف يستولون على المنطقة بأكملها من الصينيين ويرسلون المزيد من الجنود حتى بعد أن حاول الروس للتفاوض مع Begs of Sarikol والتأثير عليهم إلى جانبهم، فقد فشلوا منذ أن طالب مسؤولو Sarikoli والسلطات في التماس إلى Amban of Yarkand بإجلائهم إلى Yarkand لتجنب تعرضهم للمضايقات من جانب الروس والاعتراض على الوجود الروسي في ساريكول، لم يصدق ساريكوليس الادعاء الروسي بأنهم سيتركونهم وحدهم ويتورطون فقط في خدمة البريد.

### جمهورية الصين
في عام 1940 عاش حوالي 9000 من الطاجيك في شينجيانغ.
خلال تمرد إيلي، قامت قوات الأويغور بقتل الماشية من الطاجيك أثناء تقدمهم جنوبًا. قام المتمردون المدعومون من الاتحاد السوفيتي بتدمير المحاصيل الطاجيكية وتصرفوا بقوة ضد الطاجيك وقيرغيز الصين.

## توزيع السكان
يبلغ عدد سكان الطاجيك في الصين 41,028 نسمة (2000). وهي تقع في منطقة شينجيانغ غرب الصين حيث يعيش 60 ٪ في مقاطعة طاشكورغان الطاجيكية ذاتية الحكم. على الرغم من الاسم «الطاجيكي» المستخدم للإشارة إليهم، فإن الطاجيك في الصين لا يتحدثون اللغة الطاجيكية. أشار المسافرون في أوائل القرن العشرين إلى المنطقة باسم ساريكولي،  «جبل طاجيك»،  أو غالتشا.

## اللغة
في الصين، لا يوجد أي شكل مكتوب رسمي بلغات الشعب الطاجيكي. تتحدث الغالبية العظمى لغة ساريكولي، التي تأثرت بشدة بالأويغور والصينية والواخي. نسبة صغيرة تتحدث لغة واكي. Sarikoli وWakhi هي إيرانية لغات، وتصنف عادة في بامير أو الإيرانية الشرقية مجموعة المساحي.

## الدين
الطاجيك الجبليون في الصين هم أتباع طائفة الآغا خاني نزاري الإسماعيلية للإسلام الشيعي، ولا يزالون معزولين قليلاً عن بقية المجتمع الإسماعيلي في جميع أنحاء العالم، على الرغم من أن اتصالاتهم مع شعوب الباميري (الإسماعيلية) الأخرى لم تتوقف مطلقًا. تسمح السلطات الصينية لبعض المباني الدينية الإسماعيلية بالعمل في منطقة طاجيكستان الذاتية الحكم في شينجيانغ، والتي تم تعيين رجال الدين من قبل السلطات العلمانية الصينية. القيود التي تفرضها الحكومة الصينية تمنع الدعاة الإسماعيليين الأجانب من العمل علانية بين الطاجيك في الصين؛ والزعيم الديني للطائفة الإسماعيلية النزارية، الآغاخان، مُنع مرة من العمل مع الإسماعيليين في الصين. لكن في الآونة الأخيرة، بدأ الآغا خان في التواصل مع الصين أكثر.
في الفترة من 2 إلى 4 أبريل 2012، قام سمو الآغاخان (الآغا خان الرابع) بزيارة رسمية إلى أورومكي، الصين، بدعوة من حاكم منطقة شينجيانغ الويغورية ذاتية الحكم، السيد نور بكري، لمناقشة التعاون بين الآغا شبكة خان للتنمية (AKDN) وحكومة شينجيانغ المتمتعة بالحكم الذاتي. أجرى سموه والحاكم بكري محادثات بناءة في الاجتماع واتفقا على التعاون في العديد من المجالات المواضيعية ذات الاهتمام المشترك، بما في ذلك تخفيف وطأة الفقر، والتعليم، والاستثمار السياحي، والخدمات المالية. كان آغا خان الرابع قد زار الصين آخر مرة عام 1981.